# 다이시바시역
다이시바시역(일본어: 大師橋駅)은 가나가와현 가와사키시 가와사키구에 있는 게이힌 급행 전철의 역이다. 역 번호는 KK25이다.

## 역사
- 1925년 8월 15일: 역 부근에 해안 전기궤도 노선 개업.
- 1937년 12월 1일: 해안 전기궤도 폐지.
- 1944년
  - 6월 1일: 도쿄 급행 전철의 산교도로역(일본어: 産業道路駅)으로 개업.
  - 10월 1일: 당역 ~ 이리에사키 역간 연장 개통.
- 1948년 6월 1일: 게이힌 급행 전철의 역이 됨.
- 1968년 11월 30일: 현재의 역사 완성, 공용 개시.
- 2009년 6월 21일: 다이시 선 지하화 공사에 따라 상하행선 승강장 위치를 게이큐 가와사키 쪽으로 60m 이동.
- 2019년 3월 3일: 입체화(지하에 이설됨)
- 2020년 3월 14일: 다이시바시역(일본어: 大師橋駅)에 명칭 변경[1]

## 역 구조
상대식 승강장 2면 2선의 지하역이다.

### 승강장
| 번호 | 노선     | 방향 | 행선                 |
| ---- | -------- | ---- | -------------------- |
| 1    | 다이시선 | 하행 | 고지마신덴 방면      |
| 2    | 다이시선 | 상행 | 게이큐 가와사키 방면 |

## 역 주변
주변은 주택지가 되면서 공장도 많다. 역의 북쪽에 국도 제409호선가 동서로, 동쪽을 산업도로 및 수도 고속 요코하네 선이 통과하고 북쪽으로 다이시 출입구가 입지한다.
- 가와사키 시립 다이시 중학교
- 가와사키 시립 이도노초 초등학교
- 가와사키 후타바 유치원
- 마루에쓰 데키노점
- 가와사키 다이시카이간 우체국

## 사진

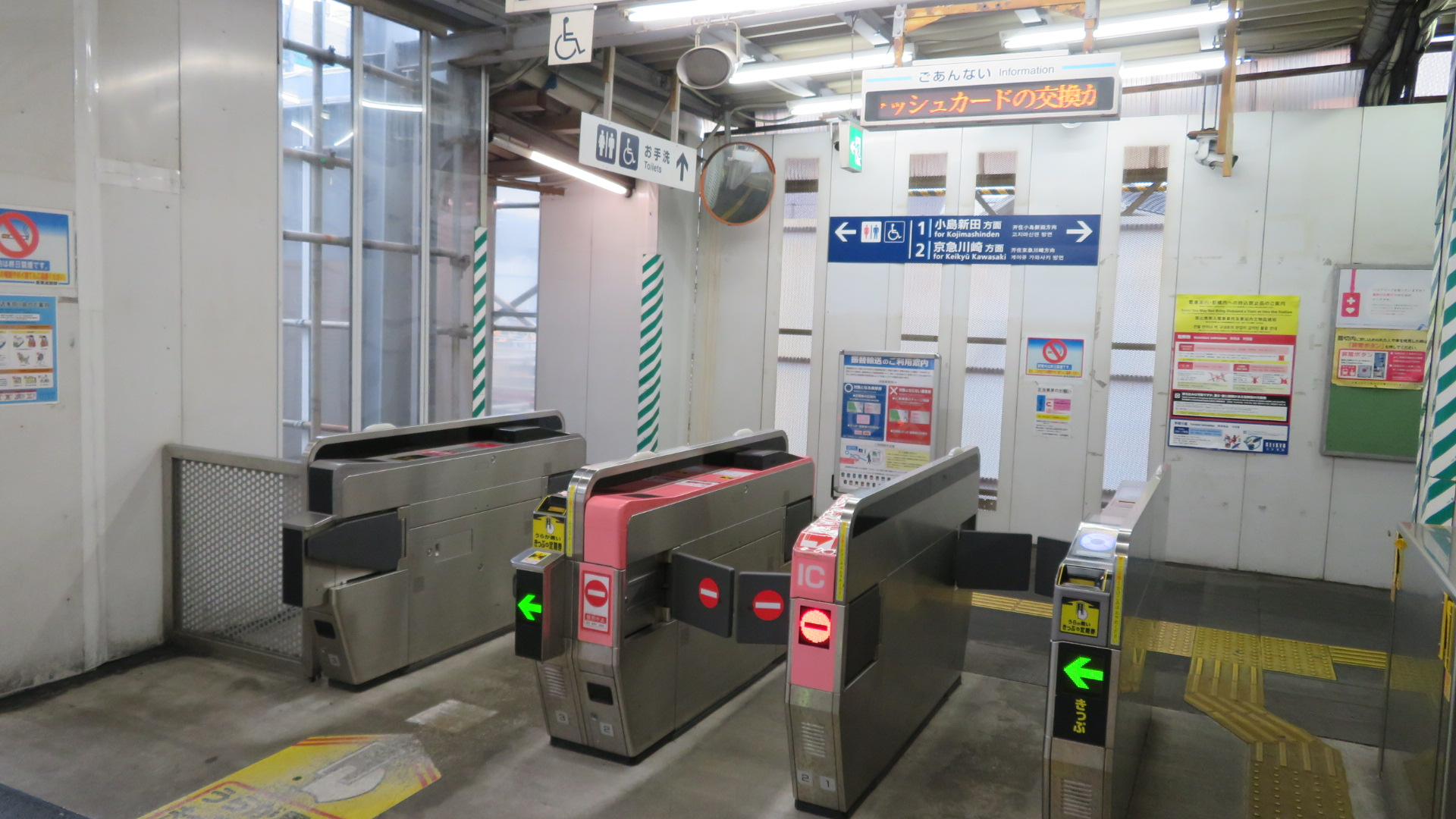
개찰구
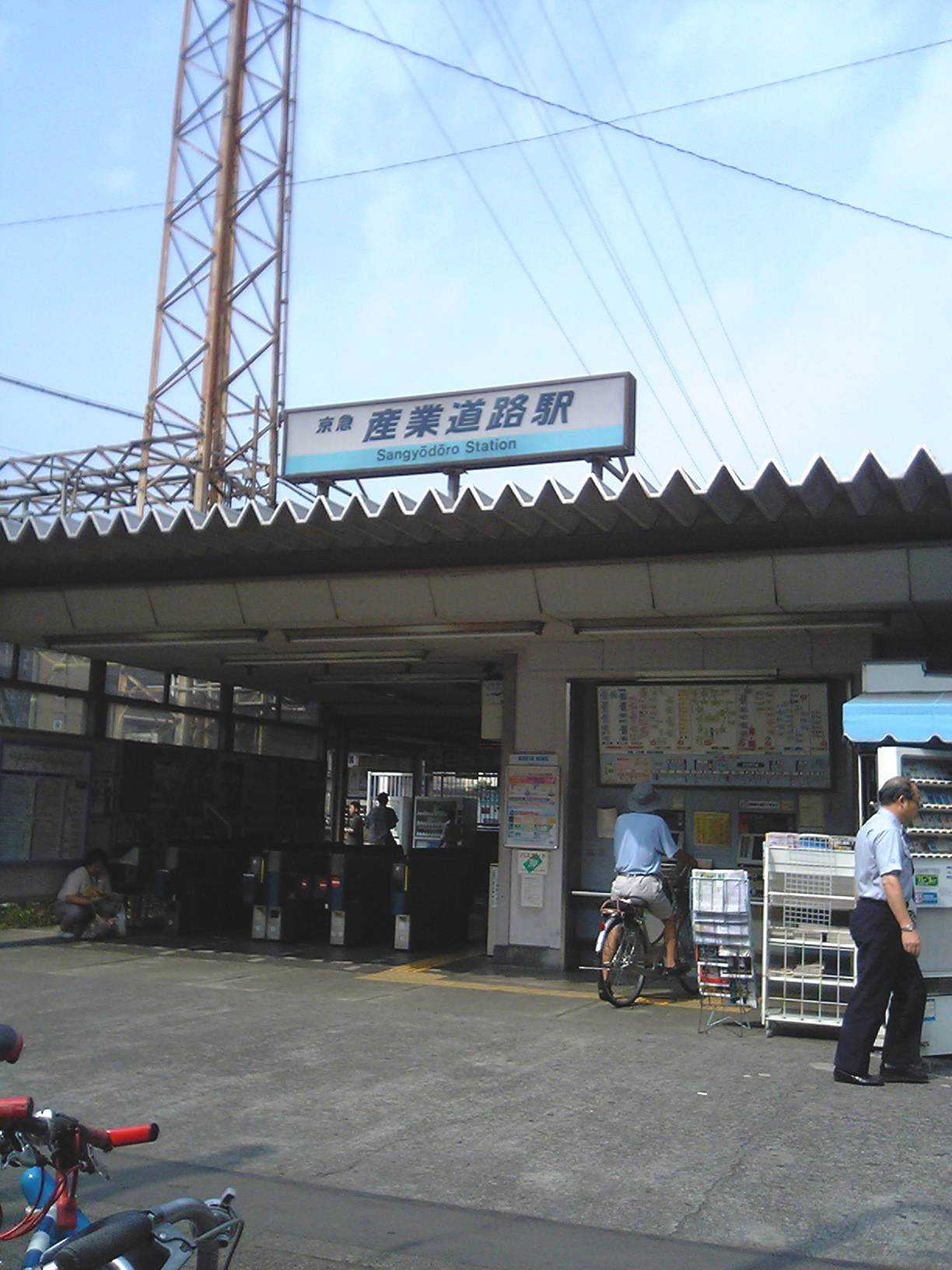
2005년 역사

## 인접역
| 게이힌 급행 전철 다이시선            | 게이힌 급행 전철 다이시선 | 게이힌 급행 전철 다이시선       |
| ------------------------------------ | ------------------------- | ------------------------------- |
| KK24 히가시몬젠 게이큐 가와사키 방면 |                           | 고지마신덴 KK26 고지마신덴 방면 |

1. ↑  게이큐선 6개 역의 이름이 2020년 3월 14일(토) 변경됩니다